# Abdusamet Yigit
Abdusamet Yigit (Cizre, província de Şırnak, 1978) és un escriptor kurd que viu a Noruega. Va néixer a Xirabê Sosina un poble al nord de Kurdistan. Va estudiar història i filosofia; i és autor de diversos llibres sobre l'èpica kurda. Ell escriu sobre el dialecte Kurmanji kurd. Els seus llibres, Feqiye Teyran i Shah Maran, amb descripcions de la cultura, la història, la religió, la tradició i la mitologia, és fonamental per a la cultura kurda moderna.
Els seus llibres són els kurds, com a resultat de la cultura moderna. Els seus llibres, llenguatge, filosofia del llenguatge i dels més intel·ligents. El llenguatge del desenvolupament modern de la seva filosofia i forma de la superfície d'una descripció contemporània dels seus llibres. Informació, assumpte, data, l'idioma, el jo, la societat, i així successivament. mostra una visió general dels conceptes teòrics de la filosofia. El llenguatge, significat, origen i estructura de l'essència de la filosofia és l'estudi del punt de vista filosòfic. El llenguatge, l'ús del llenguatge, el coneixement i la naturalesa del significat del llenguatge és investigar la relació entre el punt de vista filosòfic. Filosofia de la història, i la història de la interpretació del punt de vista de la història i la filosofia de la història, la filosofia, l'anàlisi crítica de la ficció de dos partits conceptual. El primer, la història de "teoria" en el camp acadèmic d'estudi; La naturalesa dels documents històrics, el que importa, com l'objectivitat, en la mesura del possible. En aquest context, l'enfocament històric i filosòfic al desenvolupament del llibre. En els últims anys, un llibre, una perspectiva històrica, la relació entre la ment i la filosofia del llenguatge, va escriure. Per exemple, "estetista" la història dels intents de desenvolupar un punt de vista de l'anàlisi en el context del seu llibre filosòfic. Principalment basat en l'anàlisi del passat i tractar llibre Yigit Abdusamet sobre la recent comprensió del món modern.

## Novel·les i contes
- Feqiyê Teyran 1 (2009) novel·la, 2009, ISBN 978-91-87662-55-3
- Feqiyê Teyran 2, 2014
- Feqiyê Teyran 3, 2015
- Feqiyê Teyran 4, 2015
- Destana Kawayê hesinger ("La història del ferrer Kawa", una èpica popular) (2009) ISBN 978-91-87662-59-1
- Shah Maran (Sahmaran) (2011)
- Herîrî Eli (Eli Heriri) (2011)
- Çîroken Keçelok 1. (2012)
- Çîrokên Keçelok segon (2015), ISBN 978-39816686-9-8
- Çîrokên tercera Keçelok, (2015), ISBN 978-39816686-9-0 Error en ISBN: suma de verificació no vàlida
- destana dewrêşê Ewdî (2012)
- Qiyakser ('Hvakhshathra' o 'Cyaxares'), (2013) ISBN 978-3-942735-35-3, Verlag Forlag
- Malaye Jaziri, història, juliol de 2013, Verlag Forlag
- En la història de Kurdistan, Filosofia i Lingüística (Lingüística) a l'antiga societat kurda, filosofia, 2013, ISBN 978-3-940997-38-4 Error en ISBN: suma de verificació no vàlida
- L'antic Zaratustra, història, 2013, ISBN 978-3-940997-09-8
- Desenvolupament de la intel·ligència humana, el 2013, la filosofia, ISBN 978-3-942735-33-9
- Revolució kurda en els anys 21 anomenat història "rojava", 2013 ISBN 978-3-940997-27-2
- La vida segueix videre al sol Mitra, 2014, història, ISBN 978-3-942735-20-9
- La batalla històrica a Kobane, Història, ISBN 978-3-9816686-7-4 octubre 2014
- La història de l'idealisme, la filosofia, la filosofia, 2014, ISBN 978-3-9816686-9-8
- Història de la filosofia Yazdânism, Filosofia, 2014, ISBN 978-3-9816686-9-8
- La teoria de la estetisme consciència, Filosofia, 2015
- Destana hemo Zero ("La història de hemo Zero" una epopeia popular), 2015 ISBN 978-39816686-9-1 Error en ISBN: suma de verificació no vàlida
- Evina Dilen biçûk (petit volgut de Sant Valentí), 2015 ISBN 978-39816686-9-5 Error en ISBN: suma de verificació no vàlida
- El pensament, la ment i el llenguatge, la filosofia, 2015

- Afrin 1, Skin 1, 2018, ISBN 978-3-981668-67-4

- Afrin 2, Skin 2, 2018,

- Afrin 3, Skin 3, 2018